# 薛平贵与王宝钏 (2012年电视剧)
《薛平貴與王寶釧》 改自中国民间故事，又名武家坡，2012年4月19日至5月20日上映於中國大陸，由香港演員陳浩民及宣萱主演的電視劇，部份主要演员也参与过电视剧《活佛济公3》。2012年6月14日台灣華視主頻首播。

## 播出平台
| 頻道         | 所在地   | 播放日期及時間                       |
| ------------ | -------- | ------------------------------------ |
| 江苏卫视     | 中国大陆 | 2012年4月19日 每晚19:30-22:00        |
| 廣東珠江频道 | 中国大陆 | 2012年4月20日-5月18日                |
| 湖南卫视     | 中国大陆 | 2013年9月6日 每日8:00-13:00          |
| 華視主頻     | 臺灣     | 2012年6月14日 週一至週五 20:00-22:00 |
| 佳乐台       | 新加坡   | 2012年12月18日 週一至周五19:00PM     |
| CHING        |          | 2013年5月                            |
| 八度空间     | 马来西亚 | 2013年5月13日 星期一至五17:00        |

## 劇情
《薛平貴與王寶釧》是改編自民間傳說，講述唐朝貧民薛平貴與相國千金王寶釧歷經磨難的愛情故事。
王寶釧（宣萱飾）是宰相王允的三女兒，她天生麗質，聰明賢慧。到了婚嫁年齡，她看不上諸多王公貴族的公子，卻偏偏對在家裏做粗工的薛平貴（陳浩民飾）產生了愛意。經過彩樓拋繡球，她選中了薛平貴；不料其父嫌貧愛富，堅決不允。無奈之下，她與父親三擊掌後斷絕了父女關係，嫁給薛平貴住進了寒窯。後來，薛平貴遠赴西涼，王寶釧苦守寒窯18年。18年來，王寶釧貧病困頓，挖光了周圍的野菜，苦度日月。薛平貴從軍征戰，屢遭垂涎王寶釧美色的魏虎暗算，歷盡風險，同時也屢闖難關，戰功赫赫。在西涼，薛平貴娶了西涼國公主代戰，當上了西涼國的國主。18年後歸來，與王寶釧寒窯相會，封王寶釧為正宮皇后。

## 演員

### 主演
| 演员   | 角色        | 备注 |
| 陳浩民 | 薛平貴 李溫 | 鏢局少爺→相府長工→丐幫二當家→押糧官→先鋒→西涼駙馬→西涼王→大唐太子→懿宗皇帝 男，王寶釧之夫。 高風亮節，相國未承認之三女婿，後娶代戰公主。與代戰有一子一女。 為唐朝皇帝失蹤之子，因為一場事件被薛浩作為養子，後為乞丐，一連串事件下輾轉成為西涼王。 魏虎之三妹夫及天敵，蘇龍、王金釧之三妹夫，魏豹之情敵及天敵，王銀釧未承認之三妹夫。 被葛青、薛琪、代戰所鍾情。 葛大之結拜二弟，葛青、張偉之結拜二哥 後在18年後回到中原，陰錯陽差之下遭劉義發現為唐朝皇子而成為皇帝。 |
| 陳浩民 | 唐宣宗      | 男，薛平貴親父，與劉妃生下薛平貴。(一人分飾兩角) |
| 宣萱   | 王寶釧      | 三千金→丐幫嫂夫人→皇后 女，相國三千金，薛平貴之妻。 癡情守候，為了嫁給薛平貴不顧家人反對與父親斷絕關係成為乞丐。 最後在薛平貴即唐朝帝位後為皇后。 |

### 相國府
| 演员   | 角色   | 备注 |
| 洪忠義 | 王允   | 宰相→太師 男，有望悔改。嚴守禮教，死要面子，王金釧、王銀釧、王寶釧之父。 多次陷害薛平貴，不承認其為三女婿，反對三女儿王寶釧嫁給薛平貴，因為起兵造反，最後在薛平貴即唐朝帝位後封為老太師，本應處斬因為寶釧及太后求情而被平貴改判為終身幽禁於太后寢宮。 |
| 薛淑杰 | 王朱氏 | 女，王寶釧之母。 和藹慈祥 在薛平貴即唐朝帝位後為太后。 處處保護寶釧與平貴，並承認平貴為三女婿。 |
| 张咏棋 | 王金釧 | 女，相國大千金，王寶釧之大姊。 成熟穩重，蘇龍妻，與蘇龍一同支持王寶釧的決定。 處處幫助薛平貴，並承認其為三妹夫。 最後在薛平貴即唐朝帝位後封為一品夫人兼丞相夫人，可不拘禮節自由進出寶釧的寢宮。                                                       |
| 张迪   | 蘇龍   | 男，相國大女婿，王寶釧之大姊夫。 冷靜開明，最後在薛平貴即唐朝帝位後封為丞相。 與王金釧一同支持王寶釧的決定。 處處幫助薛平貴，並承認其為三妹夫，多次為了他與魏虎暗中較勁。 與凌霄不打不相識，並有酒席之約。                                            |
| 陳怡真 | 王銀釧 | 女，相國二千金，王寶釧之二姐。 驕縱任性，魏虎妻，多次陷害薛平貴，不承認其為三妹夫 最後在薛平貴即唐朝帝位後遭到放逐。並且奉旨乞食，遭人唾罵，後得寶釧之助，不再流浪。                                                                                  |
| 娄亚江 | 魏虎   | 男，相國二女婿，王寶釧之二姊夫。 多疑怕妻，本為兵馬大元帥，後起兵造反。多次陷害薛平貴，不承認其為三妹夫，看不起乞丐，薛平貴之天敵，經常向丞相進讒言陷害薛平貴，為了要處死薛平貴經常與蘇龍暗中較勁 最後在薛平貴即唐朝帝位後遭處死。                    |
| 张亮   | 魏豹   | 男，有望悔改。曾喜歡王寶釧，魏虎之親弟弟。 機關算盡，後轉愛薛琪，薛琪之夫。殺死薛浩。多次陷害薛平貴，看不起乞丐，薛平貴之情敵與天敵。最後薛琪為報殺父之仇忍痛毒殺，可是经王宝钏劝解，使他改邪归正。追封為郡主駙馬。                                   |
| 涂黎曼 | 薛琪   | 女，有望悔改。薛平貴之義妹（薛浩之女），喜歡薛平貴。 執著不悔，嫉妒王寶釧，不知自己嫁給殺父仇人，知曉實情後毒殺魏豹並自殺。为保魏豹身后名，临终未对薛平贵吐露魏豹为杀父仇人。追封為德賢郡主。                                                         |
| 周丹莉 | 小蓮   | 女，王寶釧之貼身丫環。 最後在薛平貴即唐朝帝位後封為吉祥公主，並與自在王結為一對。 |

### 西涼國
| 演员   | 角色     | 备注 |
| 赵熙   | 西凉国王 | 男，代戰的父親。 後把西涼王之位傳給平貴而去世 |
| 夏台鳳 | 西涼王后 | 女，代戰的母親。 嚴父兼慈母，曾阻攔代戰與薛平貴之婚事。 在薛平貴即唐朝帝位後為太后。 |
| 馨子   | 代戰     | 女，西涼公主。 刁蠻可愛，不顧母親反對執意嫁給薛平貴。 在薛平貴即唐朝帝位後封為西宮。 |
| 李进荣 | 凌霄     | 男，代戰表哥。 西涼校草，王后之姪子，麗娜之夫，武藝高強，也愛慕代戰，為了代戰的幸福忍心割愛。 西涼王（代戰父）死後先為親王，與麗娜育有一子，在麗娜死後發誓今生不另娶他人， 最後在薛平貴即唐朝帝位後封為西涼王，並與薛平貴約定將兩國將友好往來。 |
| 袁心冉 | 丽娜     | 女，代戰表姐，凌霄之妻 為愛瘋狂，西涼王之表姪女，深愛凌霄，與凌霄婚后育有一子，反對薛平貴即位為王，曾要暗殺薛平貴卻反被凌霄誤殺。 |

### 丐幫
| 演员   | 角色 | 备注 |
| 陳為民 | 葛大 | 男，薛平貴結拜大哥。 忠肝義膽，最後在薛平貴即唐朝帝位後封為逍遙王。可不拘禮節自由進出皇宮與平貴見面。 口頭禪：沒規矩，沒禮貌。                                                                                |
| 鄭鵬飛 | 張偉 | 男，葛大之小弟，薛平貴結拜四弟。 慢熱貼心，最後在薛平貴即唐朝帝位後封為自在王，並與吉祥公主結為一對。並且可不拘禮節自由進出皇宮與平貴見面。 口頭禪：我叫張偉，是偉……大的偉。 文盲，曾把皇榜撕來給葛大擦屁股。 |
| 廖麗君 | 葛青 | 女，葛大之親妹妹，喜歡薛平貴，薛平貴結拜三妹。 大而化之，最後在薛平貴即唐朝帝位後封為如意公主。可不拘禮節自由進出皇宮與平貴見面。 丐幫中唯一會武功及醫術者。                                                  |

### 其他角色
| 演员   | 角色 | 备注                                                             |
| 景岗山 | 薛浩 | 男，薛琪生父，薛平貴養父，遭魏豹殺害，追封太公，入宗祠常年祭祀。 |
| 叶祖新 | 葉興 | 男，太監，救薛平貴出宮，追封忠義王。                             |
| 穆婷婷 | 余妃 | 女，用計陷害劉妃導致早產，後遭處斬。                             |
| 鄭希怡 | 劉妃 | 女，薛平貴之母，劉義之妹，後被余妃所殺。                         |
| 李晶   | 劉義 | 男，薛平貴之舅舅，劉妃之兄，後封為太師。                         |

## 制作团队
- 出品人：赵依芳 简士铎
- 总监制：卜军   祝丽华  邓昌明  傅斌星
- 总策划：景志刚 徐龙河  叶昭君  盛林镇  陈昌祥 余海燕
- 监制：江红   许振    周三军  杨隽    金骞   程圣德  张伟光
- 策划：黄臻   张磊    高友和   谢琪   孙玲   王燕    白昕    赵丽
- 国内发行：
- 海外发行：
- 制片人：
- 美术：张燕
- 摄影：黄博贤 周介如
- 武术指导：杨健武
- 制片主任：张珺
- 导演：林添一
- 总制片人：张彦
- 总编剧：简远信
- 电视剧发行许可证编号：（浙）剧审字（2012）第012号
- 联合摄制：江苏省广播电视总台，浙江华策影视股份有限公司，浙江崇远文化传播有限公司
- 联合出品：浙江华策影视股份有限公司，浙江崇远文化传播有限公司
- 电视剧拍摄制作许可证编号码：甲第228号

## 曲目
- 主题曲：传奇
- 片尾曲：最后一滴泪
- 插曲：等你等到山白头

## 历史背景
唐朝的薛平貴并非唐朝的薛仁貴，薛仁贵名薛礼，字仁贵，山西绛州龙门修村人，唐朝政治家、军事家，为唐太宗李世民、唐高宗李治时期人物；而薛平贵只见于民间传说，是被相国的三女儿王宝钏抛绣球选中为夫，父母不同意婚事，她与父亲击掌为誓断绝亲戚关系，陪着薛平贵住到了寒窑，而薛平贵出征后，娶了代戰公主当了西凉国国王，18年后，两夫妻相见，王宝钏被立为大唐皇后。

## 收視率
(由csm数据参考而来，收视率包括全天收视指数和市场(收视)份额参数)
| 平台     | 平均收视率 | 平均市場份額 | 全年排名 |
| 江苏卫视 | 1.290      |              | 31       |

### 華視首播收視率
| 播映日期               | 週數     | 平均收視率 | 排名 | 集數  | 備註                                          |
| ---------------------- | -------- | ---------- | ---- | ----- | --------------------------------------------- |
| 2012年6月14日－6月15日 | 1        | 0.69       | 6    | 01-02 | 06月14日於《唐宮美人天下》完結篇後，21:00上檔 |
| 2012年6月18日－6月22日 | 2        | 0.76       | 4    | 03-07 |                                               |
| 2012年6月25日－6月29日 | 3        | 0.90       | 5    | 08-12 |                                               |
| 2012年7月2日－7月6日   | 4        | 0.94       | 4    | 13-17 |                                               |
| 2012年7月9日－7月13日  | 5        | 1.20       | 4    | 18-22 |                                               |
| 2012年7月16日－7月17日 | 6        | 1.89       | 5    | 23-24 | 完結篇                                        |
| 平均收視               | 平均收視 | 1.06       | -    | -     | -                                             |

- 同時段節目：
  - 三立：
    - 三立台灣台《牽手》
    - 三立都會台《愛上巧克力》

  - 民視《父與子／風水世家》
  - 台視：
    - 週一～週四《新龍門客棧／帝錦》
    - 週五《百萬小學堂》

  - 中視《如意／三國》
  - 大愛《愛的微光／心和萬事興》
- 由AGB尼爾森調查，調查範圍是四歲以上收看電視之觀眾。
- 資料來源：中時娛樂、凱絡媒體週報

## 观众反应
该剧播出后，观众反映，该剧与原民间经典故事差别太大，台词太现代、甚至出现“宫鬥”和“街舞”等词，同时演员们的着装像唱戏的戏子，而馨子出演的代战公主的抹胸连衣裙则露出她白嫩丰满的乳房。片中王宝钏在寒窑以地瓜（番薯）度日，有悖历史：番薯原产南美洲，在明朝万历十年（1582年）才从当时的西班牙殖民地吕宋（今菲律宾）引进中国。

## 作品的變遷
| 台灣 華視主頻 週一至週五 20:00-22:00 6月14日播出時間為21:00-22:00 | 台灣 華視主頻 週一至週五 20:00-22:00 6月14日播出時間為21:00-22:00 | 台灣 華視主頻 週一至週五 20:00-22:00 6月14日播出時間為21:00-22:00 |
| ----------------------------------------------------------------- | ----------------------------------------------------------------- | ----------------------------------------------------------------- |
|                                                                   | 薛平貴與王寶釧 (2012.06.14 - 2012.07.17)                          |                                                                   |
| 唐宮美人天下 (2012.05.22 - 2012.06.14)                            | 後宮甄嬛傳 (2012.07.18 - 2012.09.06)                              |                                                                   |

| 佳乐台 週六至週日 19:00 - 20：00         | 佳乐台 週六至週日 19:00 - 20：00              | 佳乐台 週六至週日 19:00 - 20：00 |
| ---------------------------------------- | --------------------------------------------- | -------------------------------- |
|                                          | 薛平貴與王寶釧 (2012年12月18日-2013年2月25日) |                                  |
| 西施秘史 (2012年10月22日-2012年12月17日) | 刑名师爷 （2013年2月26日－2013年4月8日）      |                                  |